# Call Jane
Call Jane es una película dramática estadounidense de 2022 protagonizada por Elizabeth Banks como una ama de casa suburbana de la década de 1960 que se enfrenta a un embarazo que pone en peligro su vida y posteriormente se une al Jane Collective, una red clandestina de activistas del aborto. La película también está protagonizada por Sigourney Weaver, Chris Messina, Kate Mara, Wunmi Mosaku, Cory Michael Smith, Grace Edwards y John Magaro. Está dirigida por Phyllis Nagy. El guion fue escrito por Hayley Schore y Roshan Sethi.
Se estrenó en el Festival de Cine de Sundance de 2022 el 21 de enero de 2022. Fue estrenada en los Estados Unidos el 28 de octubre de 2022 por Roadside Atracciones .

## Sinopsis
Joy, un ama de casa tradicional en los Estados Unidos de los años 1960, se entera de que está embarazada de un segundo hijo pero que el embarazo amenaza su vida. Después de que la junta directiva de su hospital, compuesta exclusivamente por hombres, le niega su solicitud de aborto, se involucra con Jane Collective, una red clandestina de mujeres de Chicago que asumió riesgos para ayudar a las mujeres a obtener abortos seguros e ilegales, comenzando a fines de la década de 1960 y deteniéndose recién en 1973 con la decisión Roe contra Wade.

## Reparto
- Elizabeth Banks como Joy
- Sigourney Weaver como Virginia
- Chris Messina como Will
- Kate Mara como Lana
- Wunmi Mosaku como Gwen
- Cory Michael Smith como Dean
- Grace Edwards como Charlotte
- John Magaro[5] como Detective Chilmark
- Aida Turturro como Hermana Mike
- Bianca D'Ambrosio como Erin
- Bruce MacVittie como Director Richardson
- Rebecca Henderson[5] como Edie
- Maia Scalia como Marion
- Sean King como Oficial White
- Alison Jaye como Sandra
- Kristina Harrison como Clare

## Producción
El guion apareció originalmente en la Lista Negra de 2017, donde recibió siete votos. Casualmente, otro guion basado en la misma historia, titulado This is Jane de Daniel Loflin, también apareció en la misma Lista Negra, con nueve votos.
En octubre de 2020 se anunció que Elizabeth Banks, Sigourney Weaver, Kate Mara y Rupert Friend habían sido elegidos para protagonizar la película. Elisabeth Moss y Susan Sarandon habían sido elegidas inicialmente como Joy y Virginia respectivamente, pero ambas tuvieron que retirarse debido a conflictos de agenda. En mayo de 2021, Chris Messina, Cory Michael Smith, Aida Turturro, Wunmi Mosaku, Grace Edwards y Bianca D'Ambrosio se unieron al elenco de la película, y Friend ya no está adjunto.
La película se rodó en West Hartford, Connecticut, entre mayo y junio de 2021, durante la pandemia de COVID-19.

## Estreno
Se estrenó en el Festival de Cine de Sundance de 2022 el 21 de enero de 2022. El 4 de febrero de 2022, Roadside Atracciones adquirió los derechos de distribución de la película, con planes de estrenarla en cines en el otoño. Fue estrenada el 28 de octubre de 2022.
La película se estrenó en VOD el 6 de diciembre de 2022, seguida de un lanzamiento en Blu-ray y DVD el 13 de diciembre de 2022.
La película se asoció con Planned Parenthood y Abortion Care Network para proyectarse en docenas de clínicas estadounidenses. En una declaración de Nagy, el director esperaba que las pruebas de detección sirvieran como una oportunidad para aumentar la conciencia sobre los servicios de atención directa del aborto en los meses posteriores a la anulación de Roe contra Wade.